# Filippo Piccone
Filippo Piccone (Celano, 20 settembre 1961) è un politico italiano.

## Biografia

### Attività politica

#### Attività a livello locale
Dal 2004 al 2008 è stato sindaco della sua città natale, Celano, eletto con una lista civica di centro-destra. Dopo un commissariamento dell'ente, fu riconfermato nella carica il 30 aprile 2010 a seguito di nuove elezioni; il 27 marzo 2012 presentò le proprie dimissioni per motivi personali e divergenze con la maggioranza, ma il 10 aprile 2012 le ritirò, restando in carica sino al 7 novembre 2014, quando il comune fu nuovamente commissariato. A seguito di nuove elezioni comunali, il 17 giugno 2015 diventò vicesindaco.

#### Attività da senatore (2006-2013)
Alle elezioni politiche del 2006 venne eletto al Senato della Repubblica nelle liste di Forza Italia, nella circoscrizione Abruzzo.
Alle elezioni politiche del 2008 fu confermato senatore, tra le file del Popolo della Libertà.
Diventò in seguito coordinatore regionale in Abruzzo del partito e il suo nome venne dato come possibile candidato del centro-destra per le elezioni regionali del 2008, anche se la scelta ricadde poi su Giovanni Chiodi, ex sindaco di Teramo.

#### Attività da deputato (2013-2017)
Alle elezioni politiche del 2013 si candidò alla Camera dei deputati, nella circoscrizione Abruzzo, come capolista del Popolo della Libertà, venendo eletto deputato della XVII Legislatura.
Il 16 novembre 2013, con la sospensione delle attività del Popolo della Libertà, aderì al Nuovo Centrodestra guidato da Angelino Alfano.
Alle elezioni europee del 2014 fu candidato al Parlamento europeo, nella circoscrizione Italia meridionale, nella lista congiunta Nuovo Centrodestra - Unione di Centro, risultando il primo dei non eletti.
Il 18 marzo 2017, con lo scioglimento del Nuovo Centrodestra, confluì in Alternativa Popolare. Il 26 novembre 2017 abbandonò il partito, criticando la scelta del partito di allearsi con la coalizione di centro-sinistra.
Dopo aver presentato la richiesta di dimissioni dalla carica di deputato per motivi personali, il 22 dicembre 2017 la Camera dei deputati approvò a voto segreto le sue dimissioni; gli subentrò il corregionale Massimo Verrecchia.

### Controversie

#### Inchiesta "Re Mida"
Il suo nome spunta nell'inchiesta della Procura di Pescara denominata Re Mida che ha portato all'arresto dell'Assessore alla Sanità della Regione Abruzzo Lanfranco Venturoni nonché numerosi indagati nel PdL Abruzzo: i senatori Fabrizio Di Stefano, vicecoordinatore del PdL Abruzzo e Paolo Tancredi, coordinatore del PdL in Provincia di Teramo, l'Assessore all'Ambiente della Regione Abruzzo Daniela Stati, il Sindaco di Teramo Maurizio Brucchi nonché il monopolista dei rifiuti abruzzesi l'imprenditore Rodolfo Di Zio. L'indagine ruoterebbe tutta intorno a una serie di favori che Di Zio avrebbe ricevuto dall'allora Presidente della Team, la municipalizzata di rifiuti a Teramo, Venturoni tra cui la costruzione di un nuovo inceneritori in Abruzzo in cambio di elargizioni al PdL regionale.
Secondo gli inquirenti, Piccone, che risulta non indagato, avrebbe cercato di scompaginare i piani di Venturoni e Di Zio per costruire l'inceneritore a Teramo volendolo invece nella Marsica perché «intravide un'enorme opportunità di arricchimento e non un'esigenza pubblica».Gli inquirenti poi hanno potuto accertare che lo stesso Assessore all'Ambiente dell'Abruzzo, Stati, avesse ricevuto notevoli pressioni proprio dal senatore Piccone. Stati, infatti, parlando con l'assessore Mauro Febbo, afferma chiaramente che il senatore Piccone avrebbe promesso al sindaco di Avezzano, Antonio Floris, di candidare il figlio in cambio dell'autorizzazione all'impianto per le biomasse. La delibera frutto dello scambio viene individuata dalla procura di Pescara nella numero 74 del 9 settembre 2009.Il fatto, è che il coordinatore Pdl Piccone è interessato all'inserimento dell'area in cui sorge il complesso immobiliare dell'ex zuccherificio di Avezzano, in una zona di recupero energetico del piano urbanistico del comune. La ragione è nel fatto che la società, la quale ha acquistato la proprietà dell'ex zuccherificio, la Rivalutazione Trara srl, è di fatto del senatore stesso che la governa attraverso il socio Ermanno Piccone, suo padre. Tuttavia il patto d'acciaio tra Venturoni e Di Zio, scrivono gli inquirenti, grazie anche alla mediazione di Tancredi, avrebbe convinto Piccone a rinunciare all'idea.

#### Inchiesta "Acqua fresca"
Il 22 febbraio 2021, mentre ricopriva la carica di vicesindaco di Celano, è stato arrestato e incarcerato nell'ambito dell'inchiesta "Acqua fresca" per reati contro la pubblica amministrazione; altre misure cautelari sono state eseguite nei confronti di amministratori, funzionari e imprenditori sia in Abruzzo sia in Lazio.